# ジャンプ中澤
ジャンプ中澤（ジャンプなかざわ、本名；中澤 京子：なかざわ きょうこ、1982年8月28日 - ）は、日本の女性実演販売士、株式会社一心動代表、栃木県宇都宮市出身。

## 人物、エピソード
- 元歌手　ラジオパーソナリティ
- オクトーバーフェスト名物司会のお姉さんだった
- TVでレジェンド松下氏を見て実演販売士という職業を知る。『喋る事』×『販売』どちらの特技も生かせると思いダーマの神殿に行く
- 所属事務所のコパ・コーポレーション面接では、第一印象の6秒で即採用された。『どうせ女には無理だ、すぐに辞めるだろう』と当時、女性には風当たりが強い業界だったが、今や数少ない女性の実演販売士の代表格である。吉村社長の目利きの鋭さを物語っている
- 週刊少年ジャンプ が大好きすぎて、現在の名前に。通常、実演販売士ネームは社長や先輩方に付けてもらうが、「ジャンプになりたいです！」という自己申告だった。
- 実演は一つの手法に過ぎず、ヒト、モノ、コトを繋げて「心を動かすこと」が根底にある。
- 初恋は幽遊白書の蔵馬
- ゴマちゃん、相模鉄道のそうにゃん、肉、カレー、ラーメン好き
- 弱点は足の巻き爪
- 部屋着はハイキュー！の烏野高校Tシャツ

## 出演歴

### TV出演[1]

#### NHK
- 「金曜日のソロたち」

#### E テレ
- 「プロのプロセス」

#### 日本テレビ系列
- 「ヒルナンデス！！」
- 「爆笑問題のそれっていつからヒストリー」
- 「関ジャニ特命捜査第7班」

#### TBS系列
- 「王様のブランチ」
- 「中居くんの学びスイッチ」

#### フジテレビ系列
- 「バカ売れナンバー1の秘密　調査します！」

#### TV朝日系列
- ドラマ「時効警察」
- 「※芸人調べ」

#### TV東京系列
- 「日経スペシャル カンブリア宮殿」
- 「じっくり聞いたロウ」
- 「深夜に発見!新shock感」
- 「デビュたん」

#### 毎日放送系列
- 「痛快！明石家電視台」

#### 関西テレビ系列
- 「律子とエミリのベストヒットツアー～カリスマバイヤー大集結SP！～」

#### 広島テレビ系列
- 「ブチブチシソンヌ」

#### BS CS
- ジュピターショップチャンネル
- タイ　ショップチャンネル
- 「トムさんの正直ショッピング」
- 「タレプラ」
- 「あたる12」

#### TV CM
- 富士フイルム「フォトバンク」
- 日産サティオ宮崎
- 日産プリンス福岡

#### ラジオ
- bayfm「RADIO PRO SHOPPER」
- ラジオ日本「Hello! I,Radio アナタの隣の働く女神」